# Mohamed Ali Ben Moussa
Mohamed Ali Ben Moussa, nom sportif de Mohamed Ali Moussa, né le 5 avril 1954 à Tunis (Bab Souika), est un footballeur tunisien jouant au poste de défenseur en tant qu'arrière gauche au Club africain.

## Biographie
Il évolue en amateur à la Jeunesse sportive omranienne, jusqu'en 1973. Il rejoint alors le Club africain et s'impose rapidement comme le meilleur à son poste en Tunisie.
Appelé en équipe nationale, il dispute son premier match international le 26 février 1974 contre la Yougoslavie mais subit au cours du match une grave blessure qui l'éloigne des stades pendant 18 mois et affecte ses aptitudes. Même s'il est souvent appelé en équipe nationale, il ne dispute que trois autres matchs internationaux, marquant un but contre les Émirats arabes unis en coupe de Palestine, le 8 décembre 1975.
Il fait partie de la sélection nationale qui dispute la phase finale de la coupe du monde 1978 en Argentine.

## Palmarès
- Championnat de Tunisie : 1974, 1979, 1980
- Coupe de Tunisie : 1976
- Supercoupe de Tunisie : 1979
- Coupe du Maghreb des vainqueurs de coupe : 1971
- Coupe du Maghreb des clubs champions : 1975, 1976